# Бадаб-е Сурт
Бадаб-е-Сурт (перс. باداب سورت‎) — природная достопримечательность иранской провинции Мазендеран (деревня Орост). Представляет собой ступенчатые террасы, сформированные из травертина, по которым стекает вода из источников. Этот объект считается уникальным в Иране и редким в мире. В 1966 году Организация по культурному наследию, народным промыслам и туризму Ирана включила Бадаб-е-Сурт в Список национальных достопримечательностей Ирана. В списке он по значимости числится вторым после Демавенда среди природного наследия Ирана. Кроме того, он считается вторым после Памуккале в Турции крупнейшим в мире термальным минеральным источником воды.

## Этимология
В переводе с персидского «Badab» означает «минеральная вода». «Soort» — это старое название деревни Орост.

## Особенности
Источники Бадаб-е-Сурт расположены на высоте 1840 метров над уровнем моря. Разноцветные (оранжевые, жёлтые и красные) и разных размеров террасы данного объекта образовывались на протяжении многих лет, вследствие стекавших по горам термальных источников. Два источника имеют различный состав, поэтому они различаются по цвету, запаху, вкусу и объёму воды. Первый источник содержит очень солёную воду и накапливает бассейны, глубиной около 15 метров. Второй источник содержит воду, имеющей кислый вкус, оранжевого или красного цвета, поскольку в ней содержится много оксида железа. По сторонам Бадаб-е-Сурт произрастают деревья барбариса, а на возвышенности — хвойные леса. Вся красота этого пейзажа в окружении гор и ландшафтов особенно впечатляет на закате солнца.

## Охрана памятника природы
В сообщении информационного агентства Мехр от 20 октября 2012 года сообщалось, что Бадаб-е-Сурт постепенно разрушается. Согласно сообщению, несмотря на то, что это место часто посещаемо туристами, здесь не установлено оград, знаков и табличек с информацией и рекомендациями, несмотря на то, что в 2008 году Организация культурного наследия Ирана включила Бадаб-е-Сурт как вторую после Дамаванда памятник природного наследия Ирана в Список национальных достопримечательностей Ирана. В 2020 году ограждения установлены

## Галерея

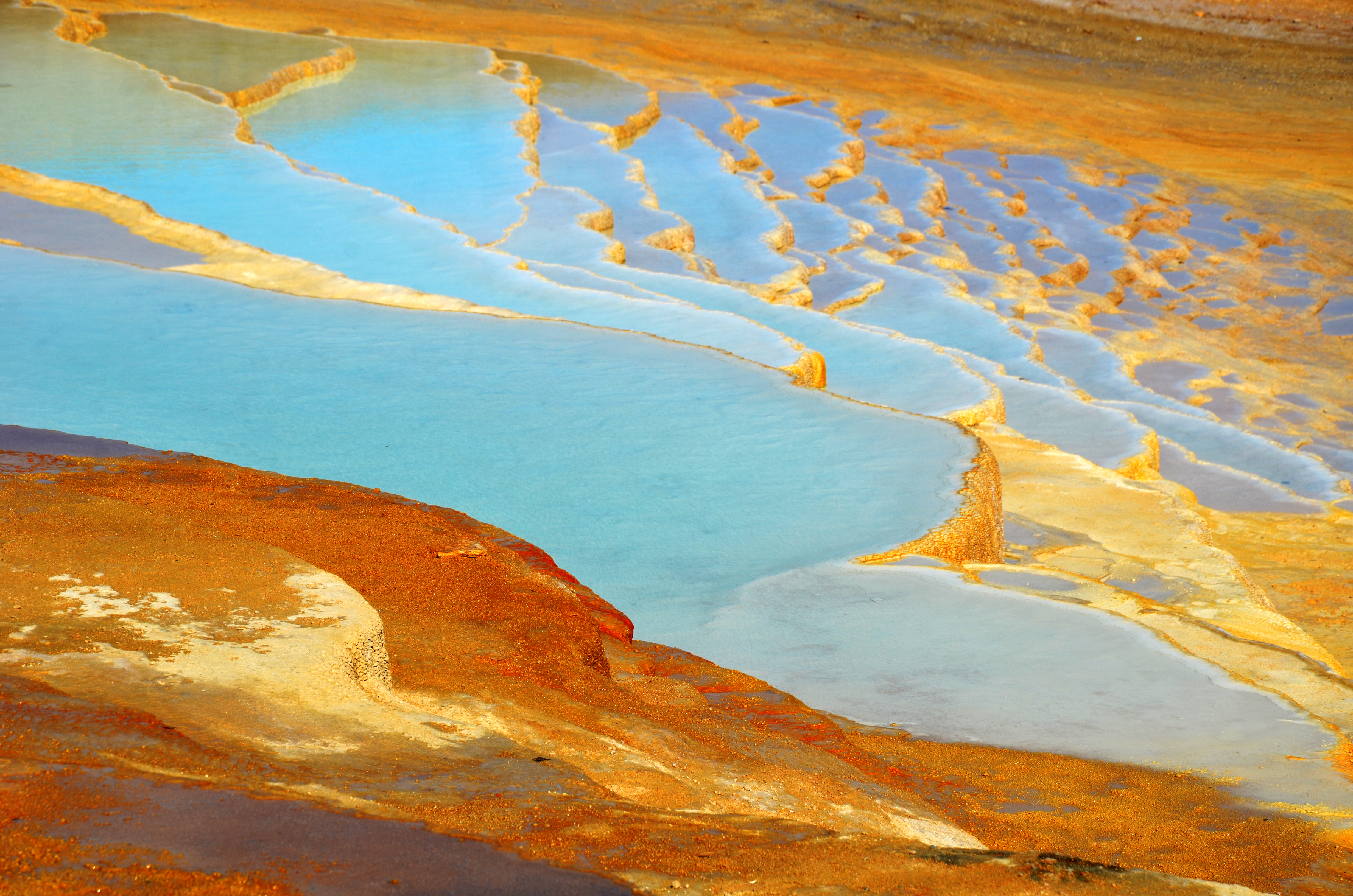
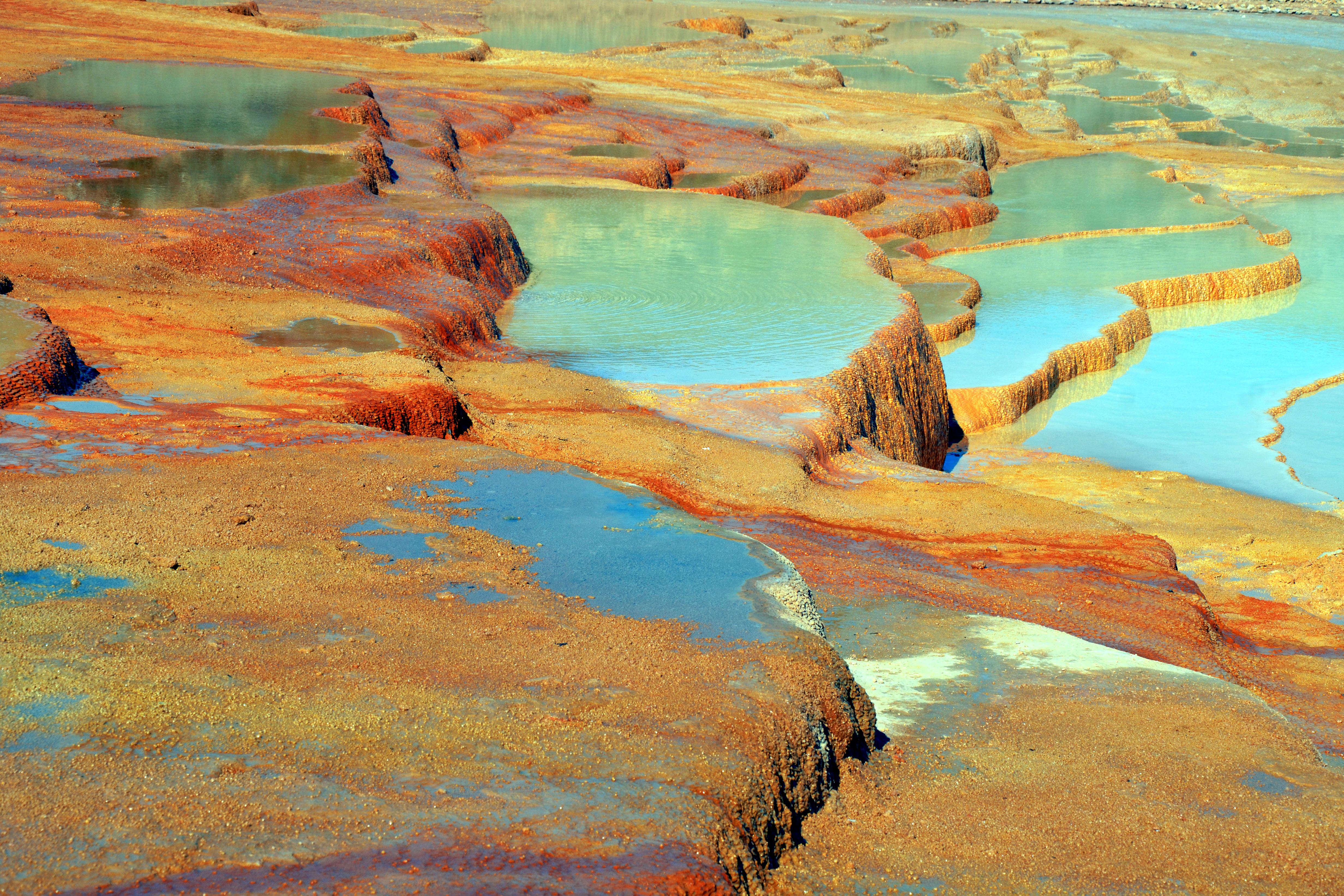
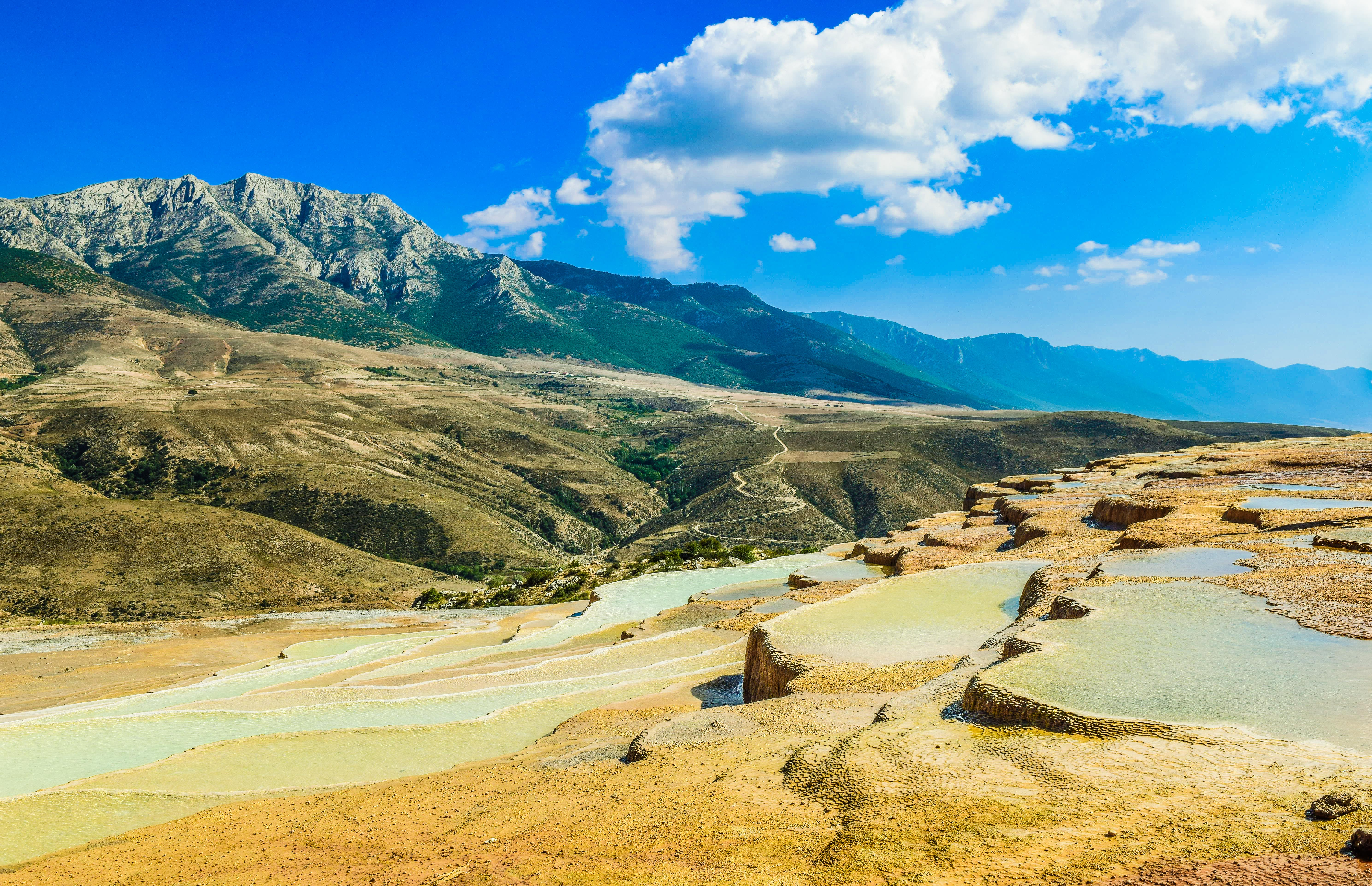
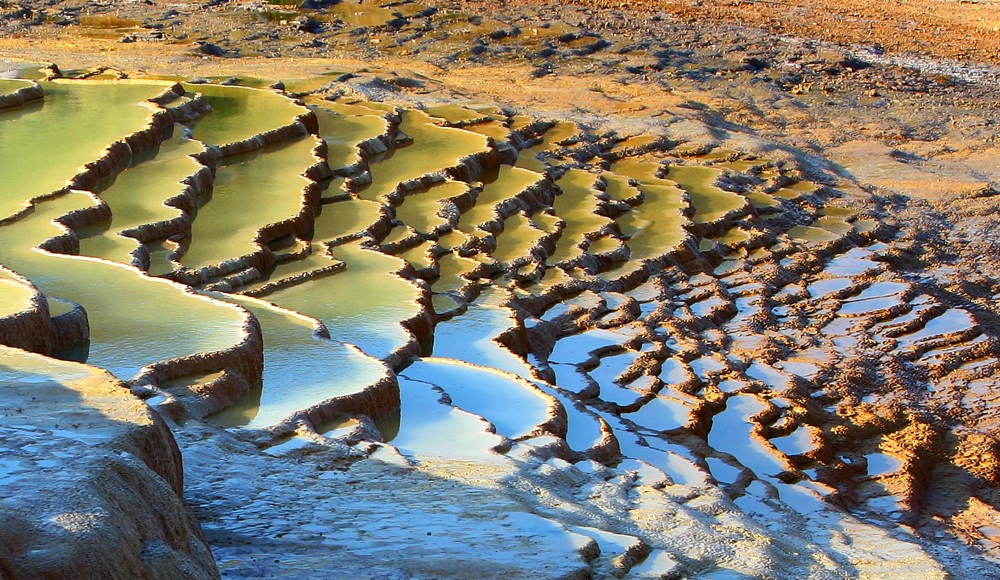
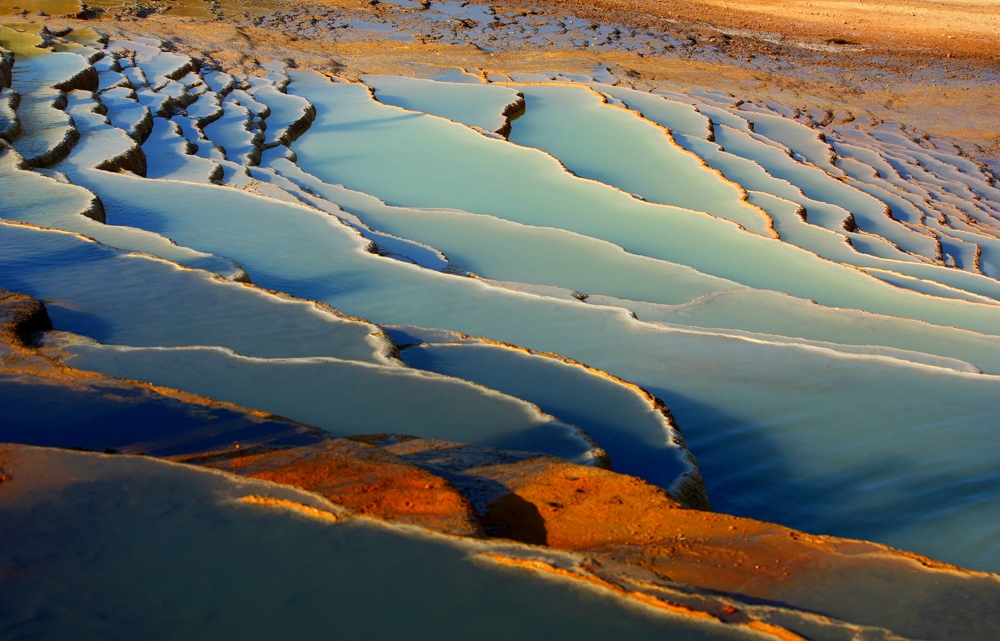
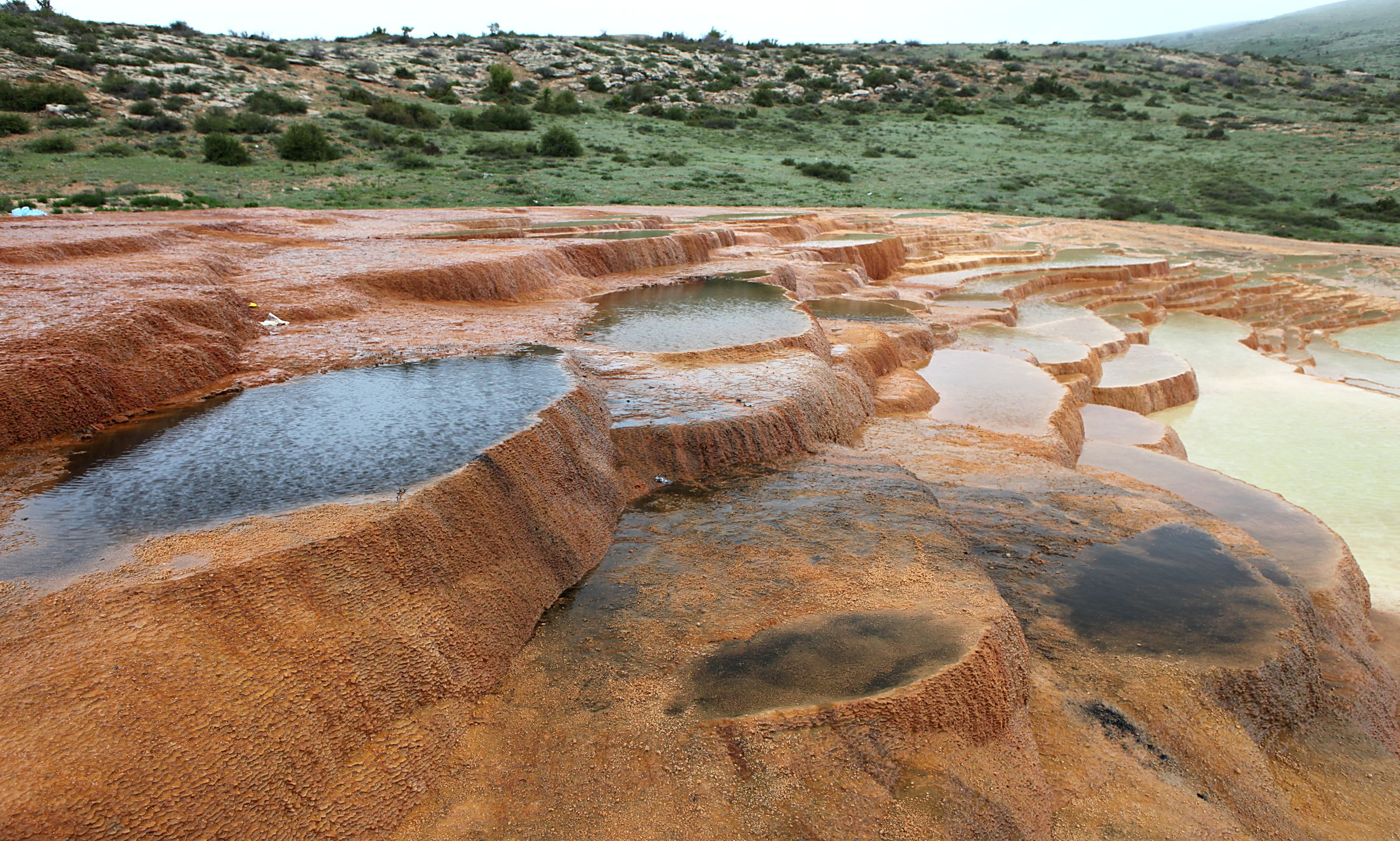
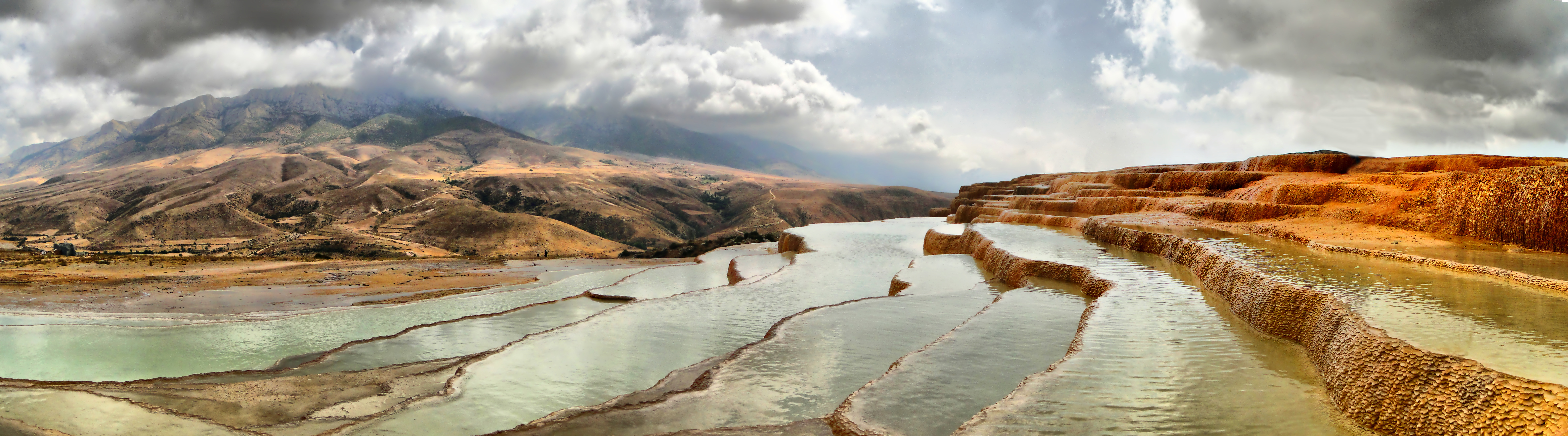
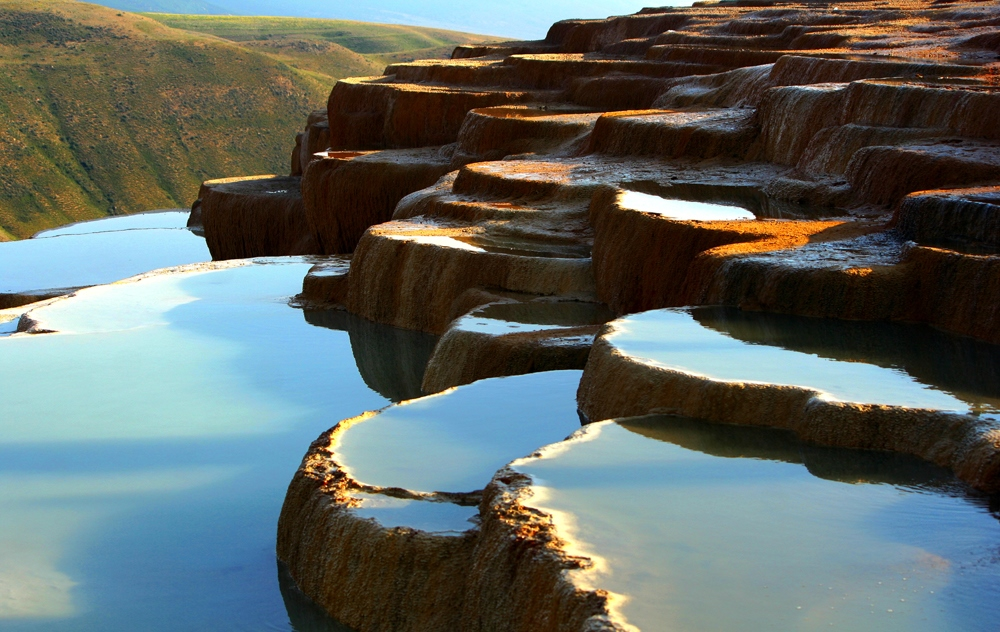
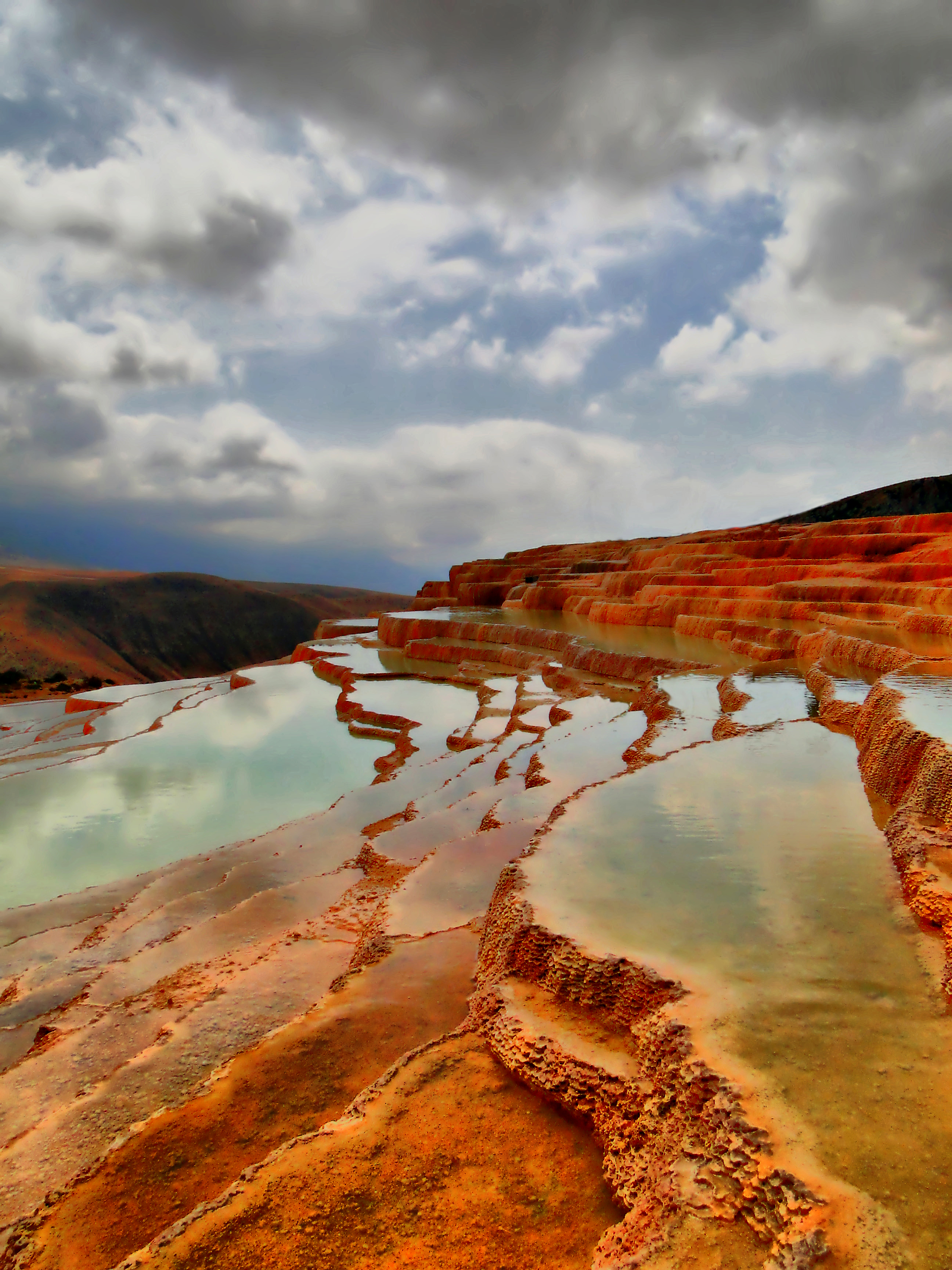